# Football League One 2014-2015
La Football League One 2014-2015, conosciuta anche con il nome di Sky Bet League One per motivi di sponsorizzazione, è stato l'88º campionato inglese di calcio di terza divisione, nonché l'11º con la denominazione di League One. La stagione regolare è stata disputata tra il 9 agosto 2014 ed il 3 maggio 2015, mentre i play off si sono svolti tra il 7 ed il 24 maggio 2015. Ad aggiudicarsi il titolo, per la quarta volta nella sua storia, è stato il Bristol City. Le altre due promozioni in Championship sono state invece conseguite dal Milton Keynes Dons (2º classificato) e dal Preston North End (vincitore dei play off).
Capocannoniere del torneo è stato Joe Garner (Preston North End) con 25 reti.

## Stagione

### Novità
Al termine della stagione precedente sono stati promossi direttamente in Championship il Wolverhampton Wanderers ed il Brentford, che sono arrivati rispettivamente 1° e 2° al termine della stagione regolare, mentre il Rotherham United, piazzatosi 4°, è riuscito a raggiungere la promozione attraverso i play-off.
Il Tranmere Rovers (21°), il Carlisle United (22°), lo Shrewsbury Town (23°) e lo Stevenage (24°) non sono riusciti, invece, a mantenere la categoria e sono retrocessi in League Two.
Queste sette squadre sono state rimpiazzate dalle tre retrocesse dalla Championship: Doncaster Rovers, Barnsley e Yeovil Town e dalle quattro neopromosse provenienti dalla League Two: Chesterfield, Scunthorpe United, Rochdale e Fleetwood Town (quest'ultima all'esordio nella categoria).

### Formula
Le prime due classificate, più la vincente dei play off tra le squadre giunte dal 3º al 6º posto, vengono promosse in Championship, mentre le ultime quattro classificate retrocedono in League Two.

## Squadre partecipanti
| Squadra             | Stagione | Città                    | Stadio                       | Stagione precedente                                   |
| ------------------- | -------- | ------------------------ | ---------------------------- | ----------------------------------------------------- |
| Barnsley            | dettagli | Barnsley                 | Oakwell                      | 23º posto Football League in Championship, retrocesso |
| Bradford City       | dettagli | Bradford                 | Valley Parade                | 11º posto in Football League One                      |
| Bristol City        | dettagli | Bristol                  | Ashton Gate                  | 14º posto in Football League One                      |
| Chesterfield        | dettagli | Chesterfield             | Proact Stadium               | 1º posto in Football League Two, promosso             |
| Colchester United   | dettagli | Colchester               | Colchester Community Stadium | 17º posto in Football League One                      |
| Coventry City       | dettagli | Coventry                 | Ricoh Arena                  | 18º posto in Football League One                      |
| Crawley Town        | dettagli | Crawley                  | Broadfield Stadium           | 13º posto in Football League One                      |
| Crewe Alexandra     | dettagli | Crewe                    | Alexandra Stadium            | 19º posto in Football League One                      |
| Doncaster Rovers    | dettagli | Doncaster                | Keepmoat Stadium             | 22º posto in Football League Championship, retrocesso |
| Fleetwood Town      | dettagli | Fleetwood                | Highbury Stadium             | 4º posto in Football League Two, promosso             |
| Gillingham          | dettagli | Gillingham               | Priestfield Stadium          | 16º posto in Football League One                      |
| Leyton Orient       | dettagli | Londra (Leyton)          | Brisbane Road                | 3º posto in Football League One                       |
| Milton Keynes Dons  | dettagli | Milton Keynes            | Stadium:mk                   | 9º posto in Football League One                       |
| Notts County        | dettagli | Nottingham               | Meadow Lane                  | 20º posto in Football League One                      |
| Oldham Athletic     | dettagli | Oldham                   | Boundary Park                | 15º posto in Football League One                      |
| Peterborough United | dettagli | Peterborough             | London Road                  | 6º posto in Football League One                       |
| Port Vale           | dettagli | Stoke-on-Trent (Burslem) | Vale Park                    | 10º posto in Football League One                      |
| Preston North End   | dettagli | Preston                  | Deepdale                     | 5º posto in Football League One                       |
| Rochdale            | dettagli | Rochdale                 | Spotland Stadium             | 3º posto in Football League Two, promosso             |
| Scunthorpe United   | dettagli | Scunthorpe               | Glanford Park                | 2º posto in Football League Two, promosso             |
| Sheffield United    | dettagli | Sheffield                | Bramall Lane                 | 7º posto in Football League One                       |
| Swindon Town        | dettagli | Swindon                  | County Ground                | 8º posto in Football League One                       |
| Walsall             | dettagli | Walsall                  | Bescot Stadium               | 12º posto in Football League One                      |
| Yeovil Town         | dettagli | Yeovil                   | Huish Park                   | 24º posto in Football League Championship, retrocesso |

## Allenatori e primatisti
| Squadra             | Manager                                                                                       | Calciatore più presente (tra parentesi il numero delle presenze) | Cannoniere (tra parentesi il numero dei gol)    |
| ------------------- | --------------------------------------------------------------------------------------------- | ---------------------------------------------------------------- | ----------------------------------------------- |
| Barnsley            | Danny Wilson (1ª-29ª) Paul Heckingbottom (30ª-32ª) Lee Johnson (33ª-46ª)                      | Conor Hourihane (46)                                             | Conor Hourihane (13)                            |
| Bradford City       | Phil Parkinson                                                                                | Stephen Darby (45)                                               | Billy Clarke (13)                               |
| Bristol City        | Steve Cotterill                                                                               | Luke Ayling, Frank Fielding, Aden Flint, Luke Freeman (46)       | Aaron Wilbraham (18)                            |
| Chesterfield        | Paul Cook                                                                                     | Tendayi Darikwa, Tommy Lee (46)                                  | Eoin Doyle (22)                                 |
| Colchester United   | Joe Dunne (1ª-5ª) Tony Humes (6ª-46ª)                                                         | Gavin Massey (46)                                                | Freddie Sears (10)                              |
| Coventry City       | Steven Pressley (1ª-31ª) Neil McFarlane e Dave Hockaday (32ª) Tony Mowbray (33ª-46ª)          | John Fleck, James O'Brien (44)                                   | Frank Nouble, James O'Brien, Dominic Samuel (6) |
| Crawley Town        | John Gregory (1ª-23ª) Dean Saunders (24ª-46ª)                                                 | Izale McLeod (42)                                                | Izale McLeod (19)                               |
| Crewe Alexandra     | Steve Davis                                                                                   | Oliver Turton (44)                                               | Nicky Ajose (8)                                 |
| Doncaster Rovers    | Paul Dickov                                                                                   | Reece Wabara (43)                                                | Nathan Tyson (12)                               |
| Fleetwood Town      | Graham Alexander                                                                              | Chris Maxwell (46)                                               | David Ball, Josh Morris, Jamie Proctor (8)      |
| Gillingham          | Peter Taylor (1ª-23ª) Andy Hassenthaler (24ª-28ª) Justin Edinburgh (29ª-46ª)                  | John Egan (45)                                                   | Cody McDonald (16)                              |
| Leyton Orient       | Russell Slade (1ª-8ª) Kevin Nugent (9ª-14ª) Mauro Milanese (15ª-19ª) Fabio Liverani (20ª-46ª) | Scott Cuthbert, Chris Dagnall (38)                               | Chris Dagnall (11)                              |
| Milton Keynes Dons  | Karl Robinson                                                                                 | Antony Kay (45)                                                  | Will Grigg (20)                                 |
| Notts County        | Shaun Derry (1ª-37ª) Paul Hart (38ª-40ª) Ricardo Moniz (41ª-46ª)                              | Roy Carroll (45)                                                 | Garry Thompson (11)                             |
| Oldham Athletic     | Lee Johnson (1ª-31ª) Dean Holden (32ª-46ª)                                                    | Mike Jones (45)                                                  | Jonathan Forte (15)                             |
| Peterborough United | Darren Ferguson (1ª-32ª) Dave Robertson (33ª-46ª)                                             | Michael Smith (43)                                               | Conor Washington (11)                           |
| Port Vale           | Micky Adams (1ª-8ª) Robert Page (9ª-46ª)                                                      | Mark Marschall (46)                                              | Tom Pope (8)                                    |
| Preston North End   | Simon Grayson                                                                                 | Paul Gallagher (46)                                              | Joe Garner (25)                                 |
| Rochdale            | Keith Hill                                                                                    | Ian Henderson (44)                                               | Ian Henderson (22)                              |
| Scunthorpe United   | Russell Wilcox (1ª-11ª) Andy Dawson (12ª) Mark Robins (13ª-46ª)                               | Paddy Madden (46)                                                | Paddy Madden (14)                               |
| Sheffield United    | Nigel Clough                                                                                  | Michael Doyle, Jamie Murphy (43)                                 | Jamie Murphy (11)                               |
| Swindon Town        | Mark Cooper                                                                                   | Andy Williams (46)                                               | Andy Williams (21)                              |
| Walsall             | Dean Smith                                                                                    | Richard O'Donnell (44)                                           | Tom Bradshaw (17)                               |
| Yeovil Town         | Gary Johnson (1ª-28ª) Terry Skiverton (29ª-41ª) Paul Sturrock (42ª-46ª)                       | Sam Foley, Nathan Smith (40)                                     | James Hayter, Gozie Ugwu, Nathan Smith (5)      |

## Classifica finale
|  | Pos. | Squadra          | Pt | G  | V  | N  | P  | GF  | GS | DR  |
|  | ---- | ---------------- | -- | -- | -- | -- | -- | --- | -- | --- |
|  | 1.   | Bristol City     | 99 | 46 | 29 | 12 | 5  | 96  | 38 | +58 |
|  | 2.   | MK Dons          | 91 | 46 | 27 | 10 | 9  | 101 | 44 | +57 |
|  | 3.   | Preston N.E.     | 89 | 46 | 25 | 14 | 7  | 79  | 40 | +39 |
|  | 4.   | Swindon Town     | 79 | 46 | 23 | 10 | 13 | 76  | 57 | +19 |
|  | 5.   | Sheffield Utd    | 71 | 46 | 19 | 14 | 13 | 66  | 53 | +13 |
|  | 6.   | Chesterfield     | 69 | 46 | 19 | 12 | 15 | 68  | 55 | +13 |
|  | 7.   | Bradford City    | 65 | 46 | 17 | 14 | 15 | 55  | 55 | 0   |
|  | 8.   | Rochdale         | 63 | 46 | 19 | 6  | 21 | 72  | 66 | +6  |
|  | 9.   | Peterborough Utd | 63 | 46 | 18 | 9  | 19 | 53  | 56 | -3  |
|  | 10.  | Fleetwood Town   | 63 | 46 | 16 | 12 | 17 | 49  | 52 | -3  |
|  | 11.  | Barnsley         | 62 | 46 | 17 | 11 | 18 | 63  | 60 | +3  |
|  | 12.  | Gillingham       | 62 | 46 | 16 | 14 | 16 | 65  | 66 | -1  |
|  | 13.  | Doncaster        | 61 | 46 | 16 | 13 | 17 | 58  | 62 | -4  |
|  | 14.  | Walsall          | 59 | 46 | 14 | 17 | 15 | 50  | 54 | -4  |
|  | 15.  | Oldham Athletic  | 57 | 46 | 14 | 15 | 15 | 54  | 67 | -13 |
|  | 16.  | Scunthorpe Utd   | 56 | 46 | 14 | 14 | 18 | 62  | 75 | -13 |
|  | 17.  | Coventry City    | 55 | 46 | 13 | 16 | 17 | 49  | 60 | -11 |
|  | 18.  | Port Vale        | 54 | 46 | 15 | 9  | 22 | 54  | 65 | -11 |
|  | 19.  | Colchester Utd   | 52 | 46 | 14 | 10 | 22 | 58  | 76 | -18 |
|  | 20.  | Crewe Alexandra  | 52 | 46 | 14 | 10 | 22 | 43  | 75 | -32 |
|  | 21.  | Notts County     | 50 | 46 | 12 | 14 | 22 | 45  | 63 | -18 |
|  | 22.  | Crawley Town     | 50 | 46 | 13 | 11 | 22 | 53  | 79 | -26 |
|  | 23.  | Leyton Orient    | 49 | 46 | 12 | 13 | 21 | 59  | 69 | -10 |
|  | 24.  | Yeovil Town      | 40 | 46 | 10 | 10 | 26 | 36  | 75 | -39 |

Legenda:
      Promosso in Football League Championship 2015-2016.
  Ammesso ai play-off.
      Retrocesso in Football League Two 2015-2016.
Regolamento:
Tre punti a vittoria, uno a pareggio, zero a sconfitta.
In caso di arrivo di due o più squadre a pari punti, la graduatoria verrà stilata secondo i seguenti criteri:
- differenza reti
- maggior numero di gol segnati

## Risultati

### Calendario
| andata (1ª ) | 1ª giornata               | ritorno (31ª) |
| 9 ago. 2014  |                           | 14 feb. 2015  |
| 0-1          | Barnsley-Crawley          | 1-5           |
| 3-2          | Bradford-Coventry         | 1-1           |
| 2-2          | Colchester-Oldham         | 1-0           |
| 2-1          | Fleetwood-Crewe Alexandra | 0-2           |
| 1-2          | Leyton-Chesterfield       | 3-2           |
| 4-2          | MK Dons-Gillingham        | 2-4           |
| 1-1          | Port Vale-Walsall         | 1-0           |
| 1-1          | Preston-Notts County      | 3-1           |
| 0-1          | Rochdale-Peterborough     | 1-2           |
| 1-2          | Sheffield-Bristol         | 3-1           |
| 3-1          | Swindon-Scunthorpe        | 1-3           |
| 0-3          | Yeovil-Doncaster          | 0-3           |

| andata (4ª)  | 4ª giornata             | ritorno (33ª) |
| 23 ago. 2014 |                         | 28 feb. 2015  |
| 4-1          | Barnsley-Gillingham     | 1-0           |
| 0-1          | Bradford-Peterborough   | 0-2           |
| 0-1          | Colchester-Doncaster    | 0-2           |
| 0-0          | Fleetwood-Chesterfield  | 0-3           |
| 0-0          | Leyton-Walsall          | 2-0           |
| 0-0          | MK Dons-Coventry        | 1-2           |
| 0-2          | Port Vale-Notts County  | 1-0           |
| 1-0          | Preston-Oldham          | 4-0           |
| 1-1          | Rochdale-Bristol        | 0-1           |
| 1-0          | Sheffield-Crawley       | 1-1           |
| 2-0          | Swindon-Crewe Alexandra | 0-0           |
| 1-1          | Yeovil-Scunthorpe       | 1-1           |

| andata (7ª)  | 7ª giornata               | ritorno (27ª) |
| 13 set. 2014 |                           | 24 gen. 2015  |
| 3-5          | Barnsley-MK Dons          | 0-2           |
| 1-2          | Bradford-Swindon          | 1-2           |
| 3-0          | Bristol-Doncaster         | 3-1           |
| 4-1          | Chesterfield-Scunthorpe   | 0-2           |
| 2-1          | Coventry-Yeovil           | 0-0           |
| 1-0          | Crawley-Fleetwood         | 0-1           |
| 2-1          | Crewe Alexandra-Port Vale | 0-1           |
| 0-2          | Leyton-Colchester         | 0-2           |
| 0-0          | Oldham-Gillingham         | 2-3           |
| 0-0          | Peterborough-Notts County | 2-1           |
| 1-0          | Sheffield-Rochdale        | 2-1           |
| 3-1          | Walsall-Preston           | 0-1           |

| andata (10ª) | 10ª giornata               | ritorno (29ª) |
| 27 set. 2014 |                            | 7 feb. 2015   |
| 0-3          | Barnsley-Swindon           | 0-2           |
| 1-1          | Bradford-Port Vale         | 2-2           |
| 3-2          | Bristol-MK Dons            | 0-0           |
| 1-1          | Chesterfield-Notts County  | 1-0           |
| 0-2          | Coventry-Preston           | 0-1           |
| 2-0          | Crawley-Yeovil             | 1-2           |
| 0-3          | Crewe Alexandra-Colchester | 3-2           |
| 2-3          | Leyton-Rochdale            | 0-1           |
| 3-2          | Oldham-Scunthorpe          | 1-0           |
| 1-0          | Peterborough-Fleetwood     | 1-1           |
| 2-1          | Sheffield-Gillingham       | 0-2           |
| 3-0          | Walsall-Doncaster          | 2-0           |

| andata (13ª) | 13ª giornata            | ritorno (44ª) |
| 18 ott. 2014 |                         | 18 apr. 2015  |
| 0-2          | Bradford-Sheffield      | 1-1           |
| 1-1          | Chesterfield-Oldham     | 0-0           |
| 1-3          | Coventry-Bristol        | 0-0           |
| 3-1          | Fleetwood-Doncaster     | 0-0           |
| 0-0          | Leyton-MK Dons          | 1-6           |
| 5-3          | Notts County-Crawley    | 0-2           |
| 2-1          | Peterborough-Barnsley   | 1-1           |
| 2-0          | Preston-Port Vale       | 2-2           |
| 1-1          | Rochdale-Gillingham     | 0-1           |
| 1-1          | Scunthorpe-Colchester   | 2-2           |
| 0-1          | Walsall-Crewe Alexandra | 1-1           |
| 1-1          | Yeovil-Swindon          | 1-0           |

| andata (16ª) | 16ª giornata            | ritorno (40ª) |
| 1 nov. 2014  |                         | 3 apr. 2015   |
| 1-2          | Bradford-Doncaster      | 3-0           |
| 1-0          | Bristol-Oldham          | 1-1           |
| 0-0          | Chesterfield-Yeovil     | 3-2           |
| 1-2          | Colchester-Port Vale    | 2-1           |
| 1-1          | Crawley-Crewe Alexandra | 0-0           |
| 1-0          | Fleetwood-Gillingham    | 1-0           |
| 2-2          | Leyton-Coventry         | 1-0           |
| 2-1          | MK Dons-Swindon         | 3-0           |
| 1-2          | Notts County-Walsall    | 0-0           |
| 1-2          | Peterborough-Scunthorpe | 0-2           |
| 3-0          | Rochdale-Preston        | 0-1           |
| 0-1          | Sheffield-Barnsley      | 2-0           |

| andata (19ª) | 19ª giornata              | ritorno (24ª) |
| 29 nov. 2014 |                           | 3 gen. 2015   |
| 1-1          | Sheffield-Notts County    | 2-1           |
| 1-2          | Barnsley-Scunthorpe       | 1-0           |
| 3-1          | Bradford-Leyton           | 2-0           |
| 0-0          | Coventry-Walsall          | 2-0           |
| 1-1          | Crawley-Chesterfield      | 0-3           |
| 1-1          | Crewe Alexandra-Doncaster | 1-2           |
| 2-2          | Gillingham-Port Vale      | 1-2           |
| 6-0          | MK Dons-Colchester        | 1-0           |
| 0-3          | Peterborough-Bristol      | 0-2           |
| 0-3          | Rochdale-Oldham           | 0-3           |
| 1-0          | Swindon-Fleetwood         | 2-2           |
| 0-2          | Yeovil-Preston            | 1-1           |

| andata (22ª) | 22ª giornata              | ritorno (38ª) |
| 26 dic. 2014 |                           | 21 mar. 2015  |
| 2-1          | Bristol-Yeovil            | 3-0           |
| 3-2          | Chesterfield-Peterborough | 0-1           |
| 1-2          | Colchester-Gillingham     | 2-2           |
| 2-0          | Doncaster-Coventry        | 3-1           |
| 0-2          | Fleetwood-Bradford        | 2-2           |
| 4-1          | Leyton-Crawley            | 0-1           |
| 0-1          | Notts County-MK Dons      | 1-4           |
| 1-2          | Oldham-Crewe Alexandra    | 1-0           |
| 2-1          | Port Vale-Sheffield       | 0-1           |
| 1-0          | Preston-Barnsley          | 1-1           |
| 2-1          | Scunthorpe-Rochdale       | 1-3           |
| 1-4          | Walsall-Swindon           | 3-3           |

| andata (2ª)  | 2ª giornata              | ritorno (32ª) |
| 16 ago. 2014 |                          | 21 feb. 2015  |
| 2-1          | Bristol-Colchester       | 2-3           |
| 2-1          | Chesterfield-Rochdale    | 0-1           |
| 1-0          | Coventry-Sheffield       | 2-2           |
| 1-0          | Crawley-Swindon          | 2-1           |
| 1-2          | Crewe Alexandra-Barnsley | 0-2           |
| 1-3          | Doncaster-Port Vale      | 0-3           |
| 2-0          | Gillingham-Yeovil        | 2-2           |
| 0-1          | Notts County-Fleetwood   | 1-2           |
| 1-3          | Oldham-Leyton            | 0-3           |
| 3-2          | Peterborough-MK Dons     | 0-3           |
| 0-4          | Scunthorpe-Preston       | 0-2           |
| 0-0          | Walsall-Bradford         | 1-1           |

| andata (5ª)  | 5ª giornata                | ritorno (25ª) |
| 30 ago. 2014 |                            | 10 gen. 2015  |
| 1-3          | Colchester-Peterborough    | 2-0           |
| 0-2          | Doncaster-Oldham           | 2-2           |
| 1-1          | Fleetwood-Leyton           | 1-0           |
| 2-0          | Gillingham-Crewe Alexandra | 1-3           |
| 2-0          | MK Dons-Crawley            | 2-2           |
| 1-2          | Port Vale-Chesterfield     | 0-3           |
| 1-1          | Preston-Sheffield          | 1-2           |
| 0-2          | Rochdale-Bradford          | 2-1           |
| 2-1          | Scunthorpe-Walsall         | 4-1           |
| 1-1          | Swindon-Coventry           | 3-0           |
| 1-1          | Yeovil-Barnsley            | 0-2           |
| 1-2          | Notts County-Bristol       | 0-4           |

| andata (8ª)  | 8ª giornata             | ritorno (30ª) |
| 16 set. 2014 |                         | 10 feb. 2015  |
| 2-3          | Colchester-Sheffield    | 1-4           |
| 0-0          | Doncaster-Crawley       | 5-0           |
| 2-1          | Gillingham-Peterborough | 2-1           |
| 1-2          | MK Dons-Bradford        | 1-2           |
| 1-1          | Notts County-Leyton     | 1-0           |
| 0-3          | Port Vale-Bristol       | 1-3           |
| 3-3          | Preston-Chesterfield    | 2-0           |
| 4-0          | Rochdale-Walsall        | 2-3           |
| 2-1          | Scunthorpe-Coventry     | 1-1           |
| 2-2          | Swindon-Oldham          | 1-2           |
| 1-1          | Yeovil-Crewe Alexandra  | 0-1           |
| 0-0          | Fleetwood-Barnsley      | 2-1           |

| andata (11ª) | 11ª giornata             | ritorno (46ª) |
| 4 ott. 2014  |                          | 3 mag. 2015   |
| 3-2          | Chesterfield-Sheffield   | 1-1           |
| 2-0          | Bradford-Crewe Alexandra | 1-0           |
| 2-2          | Coventry-Crawley         | 2-1           |
| 1-0          | Fleetwood-Port Vale      | 2-1           |
| 1-2          | Leyton-Swindon           | 2-2           |
| 1-0          | Notts County-Gillingham  | 1-3           |
| 2-2          | Peterborough-Oldham      | 1-1           |
| 4-2          | Preston-Colchester       | 0-1           |
| 0-1          | Rochdale-Barnsley        | 0-5           |
| 1-2          | Scunthorpe-Doncaster     | 2-5           |
| 1-1          | Walsall-Bristol          | 2-8           |
| 0-2          | Yeovil-MK Dons           | 1-5           |

| andata (14ª) | 14ª giornata                 | ritorno (43ª) |
| 21 ott. 2014 |                              | 14 apr. 2015  |
| 2-3          | Barnsley-Notts County        | 1-1           |
| 2-2          | Bristol-Bradford             | 6-0           |
| 2-1          | Colchester-Chesterfield      | 0-6           |
| 2-1          | Crawley-Walsall              | 0-5           |
| 1-0          | Crewe Alexandra-Peterborough | 1-1           |
| 0-2          | Doncaster-Leyton             | 1-0           |
| 0-1          | Gillingham-Preston           | 2-2           |
| 2-1          | MK Dons-Fleetwood            | 3-0           |
| 4-1          | Oldham-Coventry              | 1-1           |
| 2-2          | Port Vale-Scunthorpe         | 1-1           |
| 2-0          | Sheffield-Yeovil             | 0-1           |
| 2-3          | Swindon-Rochdale             | 4-2           |

| andata (17ª) | 17ª giornata                 | ritorno (28ª) |
| 15 nov. 2014 |                              | 31 gen. 2015  |
| 3-2          | Barnsley-Colchester          | 1-3           |
| 1-1          | Oldham-Crawley               | 0-2           |
| 0-1          | Coventry-Notts County        | 0-0           |
| 0-0          | Crewe Alexandra-Chesterfield | 0-1           |
| 0-1          | Doncaster-Sheffield          | 2-3           |
| 3-2          | Gillingham-Leyton            | 3-3           |
| 1-0          | Port Vale-Rochdale           | 0-1           |
| 1-2          | Preston-Bradford             | 3-0           |
| 1-1          | Scunthorpe-MK Dons           | 0-2           |
| 1-0          | Swindon-Bristol              | 0-3           |
| 0-0          | Walsall-Peterborough         | 0-0           |
| 0-1          | Yeovil-Fleetwood             | 0-4           |

| andata (20ª) | 20ª giornata               | ritorno (35ª) |
| 13 dic. 2014 |                            | 7 mar. 2015   |
| 1-0          | Bristol-Crawley            | 2-1           |
| 0-1          | Chesterfield-Bradford      | 1-0           |
| 1-4          | Colchester-Rochdale        | 1-2           |
| 1-2          | Doncaster-Gillingham       | 1-1           |
| 1-1          | Fleetwood-Sheffield        | 2-1           |
| 1-2          | Leyton-Peterborough        | 0-1           |
| 0-3          | Notts County-Swindon       | 0-3           |
| 0-4          | Oldham-Yeovil              | 1-2           |
| 0-2          | Port Vale-Coventry         | 3-2           |
| 1-1          | Preston-MK Dons            | 2-0           |
| 2-1          | Scunthorpe-Crewe Alexandra | 0-2           |
| 3-1          | Walsall-Barnsley           | 0-3           |

| andata (23ª) | 23ª giornata            | ritorno (36ª) |
| 28 dic. 2014 |                         | 14 mar. 2015  |
| 1-0          | Bradford-Notts County   | 1-1           |
| 0-0          | Coventry-Chesterfield   | 3-2           |
| 0-0          | Crawley-Colchester      | 3-2           |
| 1-1          | Crewe Alexandra-Preston | 1-5           |
| 1-3          | Gillingham-Bristol      | 0-0           |
| 0-3          | MK Dons-Walsall         | 1-1           |
| 0-0          | Peterborough-Doncaster  | 2-0           |
| 0-2          | Rochdale-Fleetwood      | 0-1           |
| 4-0          | Sheffield-Scunthorpe    | 1-1           |
| 1-0          | Swindon-Port Vale       | 1-0           |
| 1-0          | Barnsley-Oldham         | 3-1           |
| 0-3          | Yeovil-Leyton           | 0-3           |

| andata (3ª)  | 3ª giornata              | ritorno (34ª) |
| 19 ago. 2014 |                          | 3 mar. 2015   |
| 1-2          | Peterborough-Sheffield   | 2-1           |
| 0-0          | Bristol-Leyton           | 3-1           |
| 0-1          | Chesterfield-MK Dons     | 2-1           |
| 2-2          | Coventry-Barnsley        | 0-1           |
| 1-3          | Crawley-Bradford         | 0-1           |
| 2-5          | Crewe Alexandra-Rochdale | 0-4           |
| 1-1          | Doncaster-Preston        | 2-2           |
| 2-2          | Gillingham-Swindon       | 3-0           |
| 2-1          | Notts County-Colchester  | 1-0           |
| 1-1          | Oldham-Port Vale         | 1-0           |
| 0-2          | Scunthorpe-Fleetwood     | 2-2           |
| 1-2          | Walsall-Yeovil           | 1-0           |

| andata (6ª) | 6ª giornata                  | ritorno (26ª) |
| 6 set. 2014 |                              | 17 gen. 2015  |
| 1-1         | Barnsley-Doncaster           | 0-1           |
| 1-3         | Bradford-Yeovil              | 0-1           |
| 2-0         | Bristol-Scunthorpe           | 2-0           |
| 0-3         | Chesterfield-Swindon         | 1-3           |
| 1-0         | Coventry-Gillingham          | 1-3           |
| 0-4         | Crawley-Rochdale             | 1-4           |
| 0-3         | Crewe Alexandra-Notts County | 1-2           |
| 0-2         | Leyton-Preston               | 2-2           |
| 1-0         | Oldham-Fleetwood             | 2-0           |
| 3-1         | Peterborough-Port Vale       | 1-2           |
| 0-1         | Sheffield-MK Dons            | 0-1           |
| 0-0         | Walsall-Colchester           | 2-0           |

| andata (9ª)  | 9ª giornata             | ritorno (28ª) |
| 20 set. 2014 |                         | 31 gen. 2015  |
| 0-0          | Colchester-Bradford     | 1-1           |
| 3-2          | Doncaster-Chesterfield  | 2-2           |
| 3-3          | Fleetwood-Bristol       | 0-2           |
| 0-0          | Gillingham-Walsall      | 1-1           |
| 6-1          | MK Dons-Crewe Alexandra | 5-0           |
| 0-0          | Notts County-Oldham     | 0-3           |
| 0-0          | Port Vale-Barnsley      | 1-2           |
| 2-0          | Preston-Crawley         | 1-2           |
| 2-1          | Rochdale-Coventry       | 2-2           |
| 1-2          | Scunthorpe-Leyton       | 4-1           |
| 5-2          | Swindon-Sheffield       | 0-2           |
| 1-0          | Yeovil-Peterborough     | 0-1           |

| andata (12ª) | 12ª giornata             | ritorno (45ª) |
| 11 ott. 2014 |                          | 25 apr. 2015  |
| 3-2          | Bristol-Chesterfield     | 2-0           |
| 2-1          | Colchester-Fleetwood     | 3-2           |
| 1-4          | Crawley-Peterborough     | 3-4           |
| 2-1          | Crewe Alexandra-Coventry | 3-1           |
| 0-0          | Doncaster-Notts County   | 1-2           |
| 0-3          | Gillingham-Scunthorpe    | 1-2           |
| 2-2          | MK Dons-Rochdale         | 3-2           |
| 2-1          | Oldham-Walsall           | 0-2           |
| 4-1          | Port Vale-Yeovil         | 2-1           |
| 2-2          | Sheffield-Leyton         | 1-1           |
| 1-0          | Swindon-Preston          | 0-3           |
| 3-1          | Barnsley-Bradford        | 0-1           |

| andata (15ª) | 15ª giornata              | ritorno (39ª) |
| 25 ott. 2014 |                           | 28 mar. 2015  |
| 2-2          | Barnsley-Bristol          | 2-2           |
| 3-2          | Coventry-Peterborough     | 1-0           |
| 0-1          | Crewe Alexandra-Sheffield | 2-1           |
| 0-0          | Doncaster-MK Dons         | 0-3           |
| 1-1          | Gillingham-Crawley        | 2-1           |
| 2-1          | Oldham-Bradford           | 0-2           |
| 3-0          | Port Vale-Leyton          | 1-3           |
| 3-2          | Preston-Fleetwood         | 1-1           |
| 0-1          | Scunthorpe-Notts County   | 2-2           |
| 2-2          | Swindon-Colchester        | 1-1           |
| 1-0          | Walsall-Chesterfield      | 0-1           |
| 0-3          | Yeovil-Rochdale           | 1-2           |

| andata (18ª) | 18ª giornata           | ritorno (42ª) |
| 22 nov. 2014 |                        | 11 apr.2015   |
| 1-1          | Bradford-Gillingham    | 0-1           |
| 0-1          | Bristol-Preston        | 1-1           |
| 2-1          | Chesterfield-Barnsley  | 1-1           |
| 0-1          | Colchester-Coventry    | 0-1           |
| 2-2          | Crawley-Scunthorpe     | 1-2           |
| 0-1          | Fleetwood-Walsall      | 0-1           |
| 4-1          | Leyton-Crewe Alexandra | 1-1           |
| 1-0          | MK Dons-Port Vale      | 0-0           |
| 1-2          | Notts County-Yeovil    | 1-1           |
| 1-2          | Peterborough-Swindon   | 0-1           |
| 1-3          | Rochdale-Doncaster     | 1-1           |
| 1-1          | Sheffield-Oldham       | 2-2           |

| andata (21ª) | 21ª giornata            | ritorno (37ª) |
| 20 dic. 2014 |                         | 17 mar. 2015  |
| 2-0          | Barnsley-Leyton         | 0-0           |
| 1-1          | Bradford-Scunthorpe     | 1-1           |
| 1-1          | Coventry-Fleetwood      | 2-0           |
| 1-2          | Crawley-Port Vale       | 3-2           |
| 1-0          | Crewe Alexandra-Bristol | 0-3           |
| 2-3          | Gillingham-Chesterfield | 0-3           |
| 7-0          | MK Dons-Oldham          | 3-1           |
| 0-1          | Peterborough-Preston    | 0-2           |
| 2-2          | Rochdale-Notts County   | 2-1           |
| 1-1          | Sheffield-Walsall       | 1-1           |
| 0-1          | Swindon-Doncaster       | 2-1           |
| 0-1          | Yeovil-Colchester       | 0-2           |

## Spareggi

### Play-off

#### Tabellone
|  | Semifinali | Semifinali    | Semifinali | Semifinali | Semifinali |  |  | Finale | Finale       | Finale |  |
|  |            |               |            |            |            |  |  |        |              |        |  |
|  | 6          | Chesterfield  | 0          | 0          | 0          |  |  |        |              |        |  |
|  | 3          | Preston N.E.  | 1          | 3          | 4          |  |  | 3      | Preston N.E. | 4      |  |
|  | 5          | Sheffield Utd | 1          | 5          | 6          |  |  | 4      | Swindon Town | 0      |  |
|  | 4          | Swindon Town  | 2          | 5          | 7          |  |  |        |              |        |  |

#### Semifinali
|                   | Risultati |                   | Luogo e data                |
| ----------------- | --------- | ----------------- | --------------------------- |
| Chesterfield      | 0-1       | Preston North End | Chesterfield, 7 maggio 2015 |
| Preston North End | 3-0       | Chesterfield      | Preston, 7 maggio 2015      |
|                   |           |                   |                             |
| Sheffield United  | 1-2       | Swindon Town      | Sheffield, 7 maggio 2015    |
| Swindon Town      | 5-5       | Sheffield United  | Swindon, 11 maggio 2015     |
|                   |           |                   |                             |

#### Finale
|                   | Risultato |              | Luogo e data                     |
| ----------------- | --------- | ------------ | -------------------------------- |
| Preston North End | 4-0       | Swindon Town | Londra (Wembley), 24 maggio 2015 |
|                   |           |              |                                  |

## Statistiche

### Squadre

#### Primati stagionali
Squadre
- Maggior numero di vittorie: Bristol City (29)
- Minor numero di vittorie: Yeovil Town (10)
- Maggior numero di pareggi:  Walsall (17)
- Minor numero di pareggi: Rochdale (6)
- Maggior numero di sconfitte: Yeovil Town (26)
- Minor numero di sconfitte: Bristol City (5)
- Miglior attacco: Milton Keynes Dons (101 gol fatti)
- Peggior attacco: Yeovil Town (36 gol fatti)
- Miglior difesa: Bristol City (38 gol subiti)
- Peggior difesa: Crawley Town (79 gol subiti)
- Maggior numero di clean sheet: Milton Keynes Dons (22)
- Minor numero di clean sheet: Scunthorpe United (3)
- Miglior differenza reti: Bristol City (+58)
- Peggior differenza reti: Yeovil Town (-39)
- Maggior numero di vittorie consecutive: Preston North End (7)
- Maggior numero di sconfitte consecutive: Port Vale e Yeovil Town (6)
- Miglior sequenza di risultati utili: Preston North End (18 gare)
- Peggior sequenza di risultati negativi: Crawley Town (13 gare)

Partite
- Partita con più reti: Bristol City-Walsall 8-2 (10)
- Partita con maggiore scarto di gol: Milton Keynes Dons-Oldham Athletic 7-0 (7)

### Individuali

#### Classifica marcatori
| Gol | Rigori |  | Giocatore       | Squadra                          |
| --- | ------ |  | --------------- | -------------------------------- |
| 25  | 3      |  | Joe Garner      | Preston N.E.                     |
| 22  | 6      |  | Eoin Doyle      | Chesterfield                     |
| 22  | 6      |  | Ian Henderson   | Rochdale                         |
| 21  | 3      |  | Andy Williams   | Swindon Town                     |
| 20  | 2      |  | Will Grigg      | MK Dons                          |
| 19  | 5      |  | Izale McLeod    | Crawley Town                     |
| 18  |        |  | Aaron Wilbraham | Bristol City                     |
| 17  | 2      |  | Tom Bradshaw    | Walsall                          |
| 17  |        |  | Matt Done       | Rochdale (10), Sheffield Utd (7) |
| 16  |        |  | Dele Alli       | MK Dons                          |
| 16  | 3      |  | Cody McDonald   | Gillingham                       |